# Aulo Persio Flacco
Aulo Persio Flacco (Volterra, 4 dicembre 34 – Roma, 24 novembre 62) è stato un poeta satirico romano di età imperiale aderente allo stoicismo.

## Biografia
Il poeta nasce a Volterra, in Etruria, nel 34 d.C. da una famiglia piuttosto agiata, non di nobili origini, appartenente all'ordine equestre e probabilmente di origine etrusca, come attesterebbe la forma Aules del suo praenomen tramandata da una biografia premessa ai suoi codici.
All'età di 12 anni si trasferisce a Roma per seguire le lezioni di celebri maestri tra cui principalmente Quinto Remmio Palemone e dopo 4 anni divenne allievo del filosofo stoico Lucio Anneo Cornuto a cui si deve non solo l'impronta stoica della futura formazione di Persio, ma anche l'occasione di conoscere intellettuali come Lucano, Seneca, Trasea Peto e Cesio Basso, i quali influiscono notevolmente sulla sua persona sotto ogni aspetto culturale. Dal carattere piuttosto sensibile e riservato, sempre secondo la biografia, con una buona dose di forte rigore morale, si dedica completamente ai suoi studi supportato dalla madre, dalla sorella e da una zia paterna, nella sua biblioteca contenente più di settecento volumi.
Nel 62 d.C. muore presso una sua villa a Roma, secondo alcuni in seguito a una grave malattia che colpisce lo stomaco. In realtà, la notizia suona per alcuni come un autoschediasma derivato dalle Satire: la circostanza della sua morte potrebbe essere semplicemente un'espressione metaforica per indicare che il poeta aborriva il vizio. La sua opera viene in seguito revisionata da Cesio Basso e Anneo Cornuto prima di essere pubblicata; molte parti, ritenute da Cornuto poco limate, furono eliminate, così come il maestro ritenne poco opportuno pubblicare il resto della produzione del giovane poeta.

## Opere

### Opere minori
Del suo corpus, come detto, ci è giunto solo quanto Cornuto ritenne meritevole di pubblicazione: in effetti, la Vita Persii cita alcuni versi in onore di Arria maggiore, suocera dell'amico Trasea Peto e citata spesso come esempio di dedizione coniugale e stoicismo; un Hodoeporicon, composizione di viaggio che sembrerebbe un primo tentativo del poeta di comporre poesia sulle orme di Lucilio e Orazio e una praetexta dal dubbio titolo Vescio.

### Satire

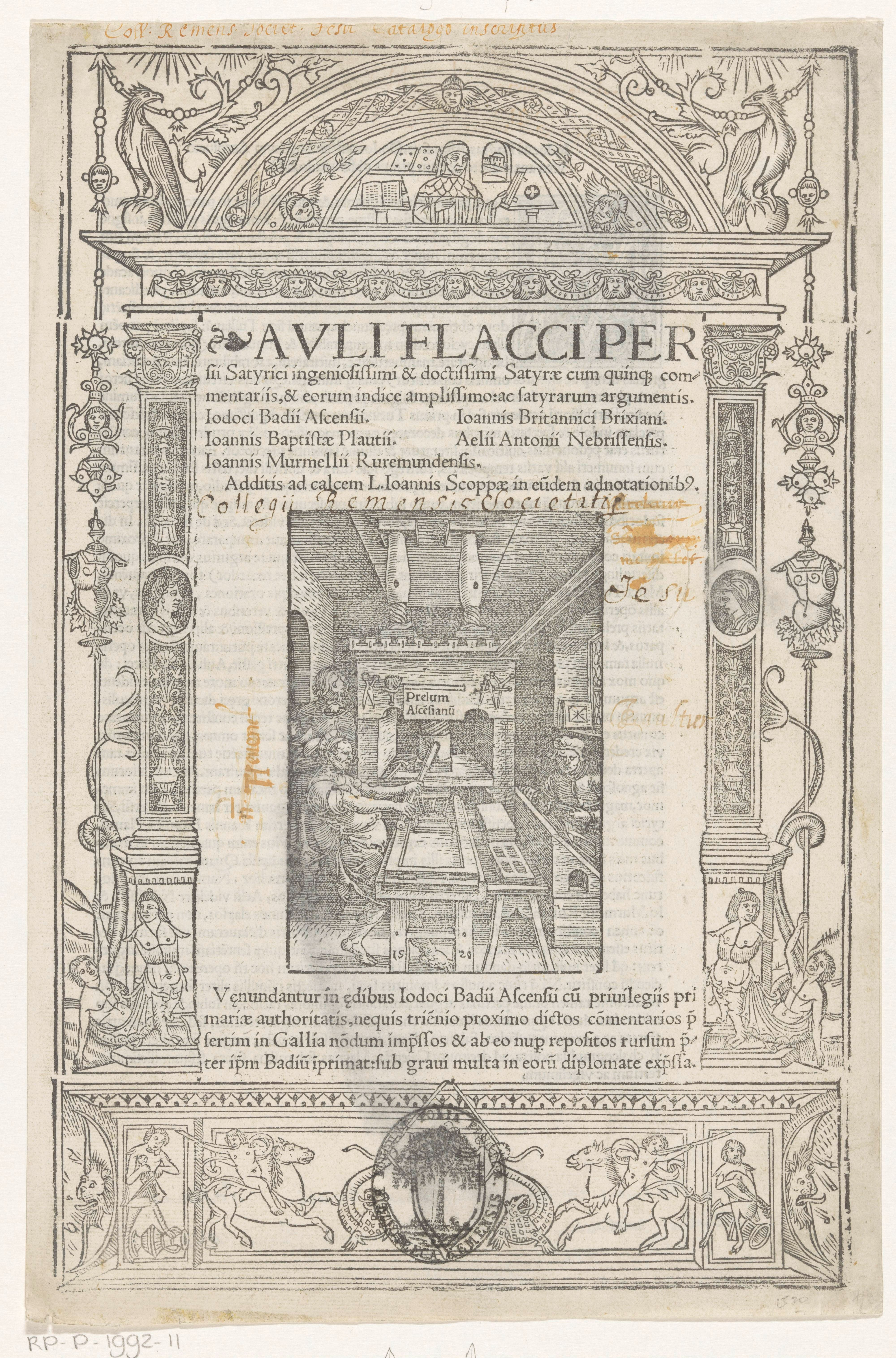
Satyrae, Parigi, Jodocus Badius, 1523.

A noi sono giunte solo le sei Saturae, per un totale di 650 esametri, precedute da 14 coliambi con un valore programmatico: l'autore vi sostiene che il suo intento è quello di educare moralmente i suoi lettori, polemizza aspramente contro le mode letterarie del tempo, volte esclusivamente a scopo di piacere e intrattenimento, e rivendica orgogliosamente l'originalità della sua poesia e della sua ispirazione.
Nella prima satira, Persio ripudia la consuetudine delle recitationes (esecuzioni pubbliche in cui si faceva sfoggio della propria conoscenza letteraria fine a se stessa), mentre nella seconda satira attacca le incoerenze dei religiosi che ripongono tutto nei loro dèi senza tentare essi stessi di liberarsi del male che li attanaglia. Nella terza satira, che chiude, di fatto, l'introduzione programmatica, una specie di trittico, proposta dal poeta dopo i coliambi, propone la necessità di studi rigidi e severi perché possano essere formativi.

A queste tre satire fanno seguito altre tre, che sembrano costituire la pars costruens del mondo poetico e concettuale di Persio. Nella quarta satira, infatti, il poeta sottolinea l'importanza di conoscersi secondo i principi stoici e la futilità degli affari pubblici, riprendendo il tema nella quinta satira, in cui dà suggerimenti sul come liberarsi delle passioni. Questo è, appunto, uno dei tratti caratteristici di Persio, che nelle sue satire racchiude anche una funzione pedagogica, ponendosi come un elogio al maestro Anneo Cornuto. Infine, nella sesta satira, Persio afferma che la vera libertas non è un dato esteriore, proprio di un particolare ceto sociale o politico, bensì essa dipende dall'anima: affermazione, questa, che richiama la frase di Seneca: 
(Seneca)

## Il mondo poetico e concettuale di Persio
Persio stesso, per definire il suo stile, si serve di una metafora chirurgica: a suo parere, infatti, il poeta deve radere, defigere, revellere, vale a dire "raschiare via e incidere per asportare". In parole povere il suo scopo è quello di correggere, usando come arma la satira ('ingenuo ludo'), i suddetti "mores pallentes", ossia i costumi pallidi, visti come malati e quindi corrotti.

A questo fine corrisponde una lingua che si definisce ordinaria e scabra. Ordinaria perché non ricerca stupefazioni stilistiche, scabra perché la  iunctura acris produce una sonorità quasi fastidiosa. Questi aspetti verranno poi ripresi nel Novecento dal poeta Eugenio Montale:
(Eugenio Montale, Meriggiare pallido e assorto, Ossi di seppia, 1925)
Il suo stile è spesso volutamente sentenzioso e oscuro, pur usando parole del sermo humilis, proprio grazie alla iunctura acris, cioè l'accostamento insolito di termini per suscitare l'attenzione nel lettore, adottando, peraltro, una voce misurata ma ben definita, con un realismo esasperato che mette in luce solo gli aspetti peggiori della società in cui vive, tende per certi versi al surrealismo. I suoi accostamenti oscuri, le sue metafore complesse, i suoi passaggi dal generale al particolare, lo hanno reso uno degli autori più difficili della latinità.
In effetti, la difficoltà di Persio deriva anche dalla destinazione della sua opera. Infatti, diversamente da Lucilio, che postulava un pubblico, per così dire, "totale", il pubblico di Persio, come quello di Orazio, è selezionato, in quanto l'autore presuppone una cultura medio-alta, come evidente anche da una sorta di fastidio per il volgo e la persona comune. Il poeta, dunque, si rivolge a un ceto che l'imperialismo ha messo in ombra e che cerca riscatto nello stoicismo.
Il rapporto tra Persio e Orazio è ravvisabile proprio in una sorta di emulazione/riscrittura. Se in Orazio, anche in ossequio all'epicureismo, la satira assumeva come riferimento la cerchia di amici, Persio si atteggia a censore, secondo la moda della diatriba stoica, anche se le composizioni sono rivolte formalmente a un singolo destinatario: ancora dalla diatriba deriva il fatto che, mentre in Orazio si nota una sorta di complicità fra autore e ascoltatore (uno dei quali poteva configurarsi nel testo come destinatario implicito del proprio discorso e l'altro come compagno del poeta partecipe all'elaborazione di un modello di vita) all'ascoltatore di Persio è negata ogni vicinanza e ogni possibile identificazione, in quanto la parola del poeta satirico si pone su di un piano diverso di comunicazione, distaccato e più altero, spesso nella forma dell'invettiva, in cui il poeta si erge a correggere gli uomini con moralismo arcigno.